# Jan Byrczek

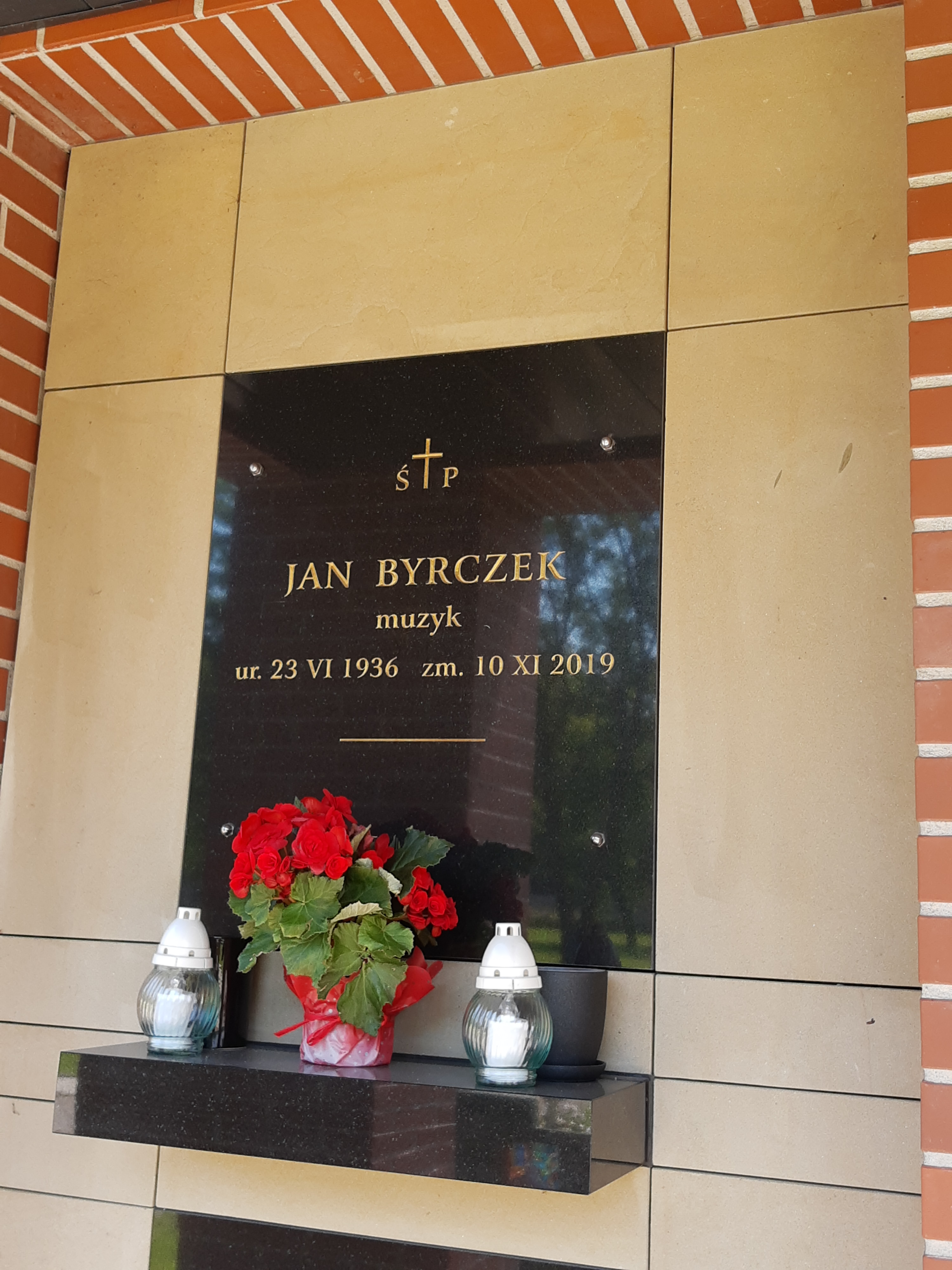
Grób Jana Byrczka na cmentarzu wojskowym przy ul. Prandoty w Krakowie

Jan Byrczek (ur. 23 czerwca 1936 w Chełmku, zm. 10 listopada 2019 w Myślenicach) – polski kontrabasista jazzowy i propagator jazzu. 

## Życiorys
Na przełomie lat 50. i 60. XX wieku występował w najważniejszych polskich zespołach: Trio Komedy, Kwartet Kurylewicza. Z powodu choroby przestał grać i zajął się działalnością organizacyjną. Przewodził Krakowskiemu Klubowi Jazzowemu, potem Polskiej Federacji Jazzowej. W 1956 roku był współzałożycielem Europejskiej Federacji Jazzowej. W roku 1977 wyjechał do Stanów Zjednoczonych, gdzie otrzymał obywatelstwo amerykańskie (w 1987). 
Pochowany w Alei Zasłużonych na Cmentarzu wojskowym przy ul. Prandoty w Krakowie (kwatera CIX-mur II-1).